# 요시다 야스히로
요시다 야스히로(일본어: 吉田 康弘, 1969년 7월 14일 ~ )는 일본의 전 축구 선수이다.

## 구단 경력
과거 가시마 앤틀러스, 시미즈 에스펄스, 산프레체 히로시마, FC 기후, 후지에다 MYFC에서 활동하였다.